# 阿明·哈里

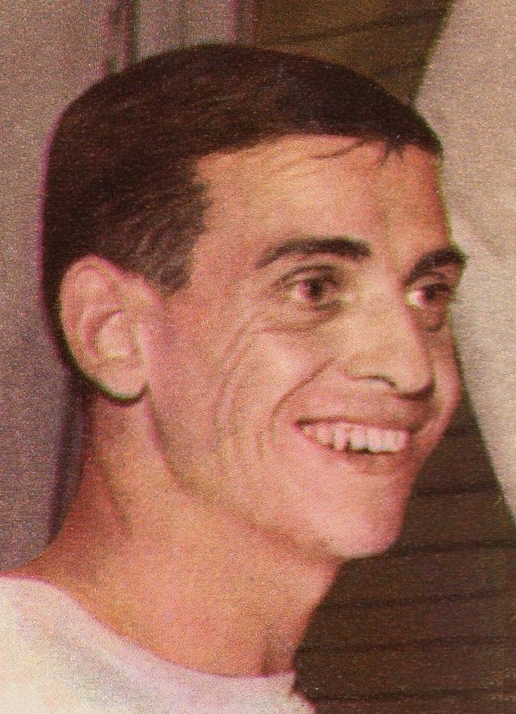
阿明·哈里 (1967年)

阿明·哈里（德語：Armin Hary，1937年3月22日—），西德前男子短跑运动员。他曾代表德国联队获得1960年夏季奥运会田径比赛男子100米和4×100米接力金牌。除此之外他也曾代表西德获得1958年欧洲田径锦标赛男子100米和4×100米接力冠军。